# فلاديمير خوبولوف
فلاديمير خوبولوف (بالروسية: Владимир Хубулов)‏ هو لاعب كرة قدم روسي، ولد في 2 مارس 2001 في فلاديقوقاز في روسيا. لعب مع ألانيا.

## وصلات خارجية
- فلاديمير خوبولوف على موقع قاعدة بيانات كرة القدم.إي يو (الإنجليزية)
- فلاديمير خوبولوف على موقع Soccerway.com (الإنجليزية)
- فلاديمير خوبولوف على موقع عالم كرة القدم.نت (الإنجليزية)